# South African Professional Championship 1986
Die South African Professional Championship 1986 war ein professionelles Snookerturnier ohne Einfluss auf die Snookerweltrangliste (Non-Ranking-Turnier), das im August 1986 im Rahmen der Saison 1986/87 im Summit Club im südafrikanischen Johannesburg ausgetragen wurde. Sieger des Turnieres, das einen südafrikanischen Profimeister ermittelte, wurde Silvino Francisco mit einem Finalsieg über François Ellis. Wer das höchste Break spielte, ist unbekannt.

## Preisgeld
Es wurden insgesamt 19.650 Pfund Sterling als Preisgeld ausgeschüttet, gut ein Fünftel davon ging an den Sieger. Zwar hatte das Turnier keinen kommerziellen Hauptsponsor, es wurde aber finanziell von der World Professional Billiards & Snooker Association unterstützt, die je Teilnehmer 1.000 £ bereitstellten.
|                                | Preisgeld |
| ------------------------------ | --------- |
| Sieger                         | 4.300 £   |
| Finalist                       | 3.300 £   |
| Halbfinalist                   | 2.200 £   |
| Viertelfinalist (Profi)        | 1.500 £   |
| Viertelfinalist (Amateur)      | 1.050 £   |
| Runde der letzten 12 (Profi)   | 1.000 £   |
| Runde der letzten 12 (Amateur) | 550 £     |
| Insgesamt                      | 19.650 £  |

## Turnierverlauf
Es nahmen 11 Spieler am Turnier teil, drei davon waren südafrikanische Amateure. Sechs Spieler begannen das Turnier mit einer ersten Runde, die drei Sieger der Partien zogen ins Viertelfinale ein, wo auch die übrigen Teilnehmer hinzustießen. Das Turnier an sich wurde im K.-o.-System mit je nach Runde aufsteigenden Best-of-Modi gespielt.
Das Viertelfinale überstanden gleich zwei Erstrundenteilnehmer: Peter Francisco besiegte deutlich Robbie Grace, während François Ellis mit 7:6 knapp gegen den ehemaligen Vize-Weltmeister Perrie Mans gewann. Ellis gewann gegen den südafrikanischen Rekordmeister Jimmy van Rensberg  schließlich auch das Halbfinale, wogegen Francisco anschließend gegen seinen Onkel Silvino Francisco verlor. Dieser konnte schließlich auch das Finale deutlich für sich entscheiden.
|  | Runde der letzten 12 Best of 11 Frames | Runde der letzten 12 Best of 11 Frames |   |                | Viertelfinale Best of 13 Frames | Viertelfinale Best of 13 Frames |                    |                   | Halbfinale Best of 15 Frames | Halbfinale Best of 15 Frames |  |  | Finale Best of 17 Frames | Finale Best of 17 Frames |
|  |                                        |                                        |   |                |                                 |                                 |                    |                   |                              |                              |  |  |                          |                          |
|  |                                        |                                        |   |                | Silvino Francisco               | 7                               |                    |                   |                              |                              |  |  |                          |                          |
|  |                                        |                                        |   |                | Gary Johnston                   | 0                               |                    |                   |                              |                              |  |  |                          |                          |
|  |                                        | Silvino Francisco                      | 8 |                | Gary Johnston                   | 0                               |                    |                   |                              |                              |  |  |                          |                          |
|  |                                        |                                        |   |                |                                 |                                 |                    |                   |                              |                              |  |  |                          |                          |
|  |                                        | Peter Francisco                        | 3 |                |                                 |                                 |                    |                   |                              |                              |  |  |                          |                          |
|  | Peter Francisco                        | Peter Francisco                        | 3 | 6              |                                 |                                 | Robbie Grace       | 1                 |                              |                              |  |  |                          |                          |
|  | Peter Francisco                        |                                        |   |                |                                 |                                 | Robbie Grace       | 1                 |                              |                              |  |  |                          |                          |
|  | Victor Blignaut                        | 3                                      |   |                | Peter Francisco                 | 7                               |                    |                   |                              |                              |  |  |                          |                          |
|  | Victor Blignaut                        | 3                                      |   |                |                                 | 7                               |                    | Silvino Francisco | 9                            |                              |  |  |                          |                          |
|  |                                        |                                        |   |                |                                 |                                 |                    |                   |                              |                              |  |  |                          |                          |
|  |                                        | François Ellis                         | 1 |                |                                 |                                 |                    |                   |                              |                              |  |  |                          |                          |
|  | François Ellis                         | François Ellis                         | 1 | 6              |                                 |                                 | Perrie Mans        | 6                 |                              |                              |  |  |                          |                          |
|  | François Ellis                         |                                        |   |                |                                 |                                 | Perrie Mans        | 6                 |                              |                              |  |  |                          |                          |
|  | Roy Amdor                              | 2                                      |   |                | François Ellis                  | 7                               |                    |                   |                              |                              |  |  |                          |                          |
|  | Roy Amdor                              | 2                                      |   | François Ellis | François Ellis                  | 7                               | 8                  |                   |                              |                              |  |  |                          |                          |
|  |                                        |                                        |   |                |                                 |                                 | 8                  |                   |                              |                              |  |  |                          |                          |
|  |                                        | Jimmy van Rensberg                     | 2 |                |                                 |                                 |                    |                   |                              |                              |  |  |                          |                          |
|  | Derek Mienie                           | Jimmy van Rensberg                     | 2 | 6              |                                 |                                 | Jimmy van Rensberg | 7                 |                              |                              |  |  |                          |                          |
|  | Derek Mienie                           |                                        |   |                |                                 |                                 |                    |                   |                              |                              |  |  |                          |                          |
|  | Mike Hines                             | 5                                      |   |                | Derek Mienie                    | 1                               |                    |                   |                              |                              |  |  |                          |                          |